# جان تون
جان تون (به انگلیسی: John Thune) (زادهٔ ۷ ژانویه ۱۹۶۱) سناتور ایالت داکوتای جنوبی در سنای ایالات متحده آمریکا و رهبر اکثریت حزب جمهوری خواه است که برای نخستین‌بار در ۳ ژانویه ۲۰۰۵ به‌عضویت این مجلس درآمد. وی در زمرهٔ سناتورهای گروه سوم است که به‌مدت ۶ سال در سنا حضور دارند و تا تاریخ ۳ ژانویه ۲۰۱۷ در این مجلس خواهد بود.